# Chrysichthys thonneri
Chrysichthys thonneri és una espècie de peix de la família dels claroteids i de l'ordre dels siluriformes.

## Morfologia
Els mascles poden assolir els 50 cm de llargària total.

## Distribució geogràfica
Es troba a Àfrica: conques dels rius Congo i Lualaba.